# VfLヴォルフスブルク (女子)
VfLヴォルフスブルクの女子サッカー部門はドイツブンデスリーガのトップディビジョンに所属している。クラブは2013年、2014年にUEFA女子チャンピオンズリーグを連覇した。

## 歴史
VfRアイントラハト・ヴォルフスブルクは1973年に創設された。チームはブンデスリーガの創設メンバーであった。2003年にチームはVfLヴォルフスブルクと合併した。
新チーム名での初年度は2003-2004シーズンでありこのシーズンは8位に終わった。翌シーズンは12位で2部へ降格したが、2005-2006シーズン後に1年で1部昇格を果たした。2011-12シーズンはリーグ2位でつけた。
2012-13シーズン、ヴォルフスブルクはUEFA女子チャンピオンズリーグを制した。その2週間前には、初のブンデスリーガタイトルを手にした。また、この年は国内カップ戦でも優勝し、1.FFCフランクフルト以来2チーム目の三冠を達成した。また、翌2013-14シーズンにはドイツクラブとして初の女子チャンピオンズリーグ連覇を果たした。

## タイトル
- UEFA女子チャンピオンズリーグ : 2
  - 2012-13, 2013-14
- ブンデスリーガ : 4
  - 2012-13, 2013-14, 2016-17, 2017-18
- DFBポカール : 5
  - 2012-13, 2014-15, 2015-16, 2016-17, 2017-18

## 現所属メンバー
2023年5月4日現在
注：選手の国籍表記はFIFAの定めた代表資格ルールに基づく。
| No. | Pos. |            | 選手名                 |
| --- | ---- | ---------- | ---------------------- |
| 1   | GK   | ドイツ     | マール・フロームス     |
| 2   | DF   | オランダ   | リン・ウィルムス       |
| 3   | DF   | スロベニア | サラ・アグレズ         |
| 4   | DF   | ドイツ     | カトリン・ヘンドリッヒ |
| 5   | MF   | ドイツ     | レナ・オーバードルフ   |
| 6   | DF   | オランダ   | ドミニク・ヤンセン     |
| 7   | FW   | ドイツ     | パウリーネ・ブレマー   |
| 8   | MF   | ドイツ     | レナ・ラトウェイン     |
| 10  | FW   | ポーランド | エヴァ・パヨル         |
| 11  | MF   | ドイツ     | スベニャ・フート       |
| 12  | FW   | ドイツ     | アレクサンドラ・ポップ |
| 13  | GK   | ドイツ     | ジュリア・カッセン     |

| No. | Pos. |              | 選手名                                       |
| --- | ---- | ------------ | -------------------------------------------- |
| 14  | DF   | ドイツ       | フェリシタス・ラウフ                         |
| 15  | MF   | オランダ     | ジル・ルート                                 |
| 18  | MF   | ドイツ       | クリスティン・デマン                         |
| 20  | MF   | ドイツ       | ピア＝ソフィー・ウォルター                   |
| 21  | FW   | スウェーデン | レベッカ・ブロムクビスト                     |
| 23  | MF   | アイスランド | スヴェインディス・ジェーン・ヨンスドッティル |
| 24  | DF   | ドイツ       | ジョエル・ヴェーデマイヤー                   |
| 27  | FW   | ドイツ       | タベア・ワスムス                             |
| 28  | MF   | ドイツ       | ユーレ・ブラント                             |
| 29  | GK   | ドイツ       | リサ・ヴァイス                               |
| 30  | DF   | ドイツ       | マリーナ・ヘゲリング                         |
| 33  | GK   | ポーランド   | カタジナ・キージネク                         |

## 歴代所属選手

### DF
- バベット・ペーター 2014-2019

### MF
- ナディネ・ケスラー 2011-2016
- ペルニレ・ハルダー 2012–2016

### FW
- 永里優季 2015
- アーニャ・ミッターク 2016-2017
- フリドリーナ・ロルフォ 2019-2021